# Николай Тютюлков
Николай Николов Тютюлков е български учен, физикохимик, основател и ръководител на катедрата по физикохимия в Университета по хранителни технологии , Пловдив (1961 – 1968) и основател и ръководител на лабораторията по квантова химия към Института по органична химия при Българската академия на науките (1961 – 1992). Професор по физикохимия. Той е първият българин, носител на Хумболтова награда (1992).

## Биография
Роден е на 5 юли 1927 г. в Бургас. Завършва средното си образование в бургаската мъжка гимназия „Георги Сава Раковски“. През 1951 г. завършва химия в Софийския университет и постъпва на работа като химик в лабораторията за геоложки и минни проучвания в София, а по късно като асистент в катедрата по „Медицинска химия“ към Медицинския факултет на СУ (по късно Медицинска академия).
От 1956 г. преподава в катедрата по физикохимия към Университета по хранителни технологии в Пловдив. От 1961 г. е доцент и ръководител на катедрата по физикохимия и неорганична химия в УХТ. От 1962 г. е старши научен сътрудник в Института по органична химия към БАН. През 1966 г. се хабилитира като професор по физикохимия едновременно в БАН и в УХТ-Пловдив. От 1971 г. е професор в катедрата по физикохимия на Химическия факултет на СУ. През 1975 г. защитава докторска дисертация и му е присъдена академичната степен „доктор на химическите науки“.
Специализира като Хумболтов стипендиант в Института по теоретична химия и физикохимия „Вилхем Оствалд“ към Университета в Лайпциг, в Института по органична химия към Техническия университет в Дрезден, и в Института „Макс Планк“ за полимерни изследвания в Майнц.
Умира на 24 май 2015 г.

## Научна дейност
Областите на научните интереси на проф. Тютюлков са полярография и квантова химия. Той създава в БАН една от първите в света лаборатории по квантова химия и е неин ръководител до 1992 г. Лабораторията дължи международната си известност на причинноследствените връзки в строежа на веществата и формулирането на евристични концепции с изчислителните методи на квантовата химия. Сред научните му постижения са откритите зависимости между пространствения строеж и полярографските отнасяния на органични молекули; теория за строежа и свойствата на пи-електронни системи
с неконвенционални електрични, магнитни и оптични свойства. Сред основните му приноси са изследванията върху органични феромагнетици и антиферомагнетици, както и трудовете върху теорията на органичните багрила и областта на молекулния дизайн.

## Награди и отличия
- 1978 – Орден „Кирил и Методий“, II степен
- 1985 – Почетен знак „Св. Климент Охридски“
- 1987 – Орден „Кирил и Методий“, I степен
- 1987 – Награда на Лайпцигския университет
- 1989 – Награда на Българската академия на науките и Софийския университет
- 1992 – Хумболтова награда (първият българин, носител на тази награда)
- 1999 – Меркаторов професор в Лайпцигския университет
- 1997 – Почетен знак на Софийски университет със синя лента
- 2001 – Златна значка „Проф. Асен Златаров“ на Федерацията на научно-техническите съюзи
- 2002 – Почетен доктор на Лайпцигския университет
- 2004 – Почетен доктор на Университета по хранителни технологии, Пловдив.[1]

## Избрани публикации
- Тютюлков, Н. Полярография геометрических син-и анти-и изомеров оксимов. – Журнал физическои химии, 32, 1958, 1389;
- Tyutyulkov, N., J. Fabian, A. Mehlhorn, F. Dietz, A. Tadjer. – Polymethine Dyes. Sofia, 1991;
- Tyutyulkov, N., O. E. Polansky, P. Schuster, S. Karabunarliev, C. Ivanov. Structure and Properties of Non-classical Polymers Band Structure and Spin Densities. – Theoret. Chim. Acta, 67, 1985, 211;
- Tyutyulkov, N., F. Dietz. Magnetic Properties of Non-classical Polymers. – In: Magnetic Properties of Organic Materials. Chapt. 18, New York, 1999[2]